# 후루오야 마사토
후루오야 마사토(일본어: 古尾谷 雅人, 본명: 후루오야 야스마사 (일본어: 古尾谷 康雅, 1957년 5월 14일 ~ 2003년 3월 25일)는 일본의 배우이다.

## 생애
가나가와현 가와사키시 출신이며 부모의 이혼, 생모와의 사별, 아버지가 맞이한 계모와의 불화 등으로 인해 불행한 어린 시절을 보냈다. 도쿄도에 위치한 고등학교를 졸업하고 구두 제조 회사에 취직했고 20세 시절에 극단 히마와리에 입단하면서 연극 배우로 데뷔했다. 1977년에 개봉된 다나카 노보루 감독의 영화 《여교사》에 출연하면서 영화 배우로 데뷔했으며 1979년에 방영된 후지 TV 드라마 《두 사람만의 의식》에 출연하면서 텔레비전 배우로 데뷔했다.
1980년에 개봉된 오모리 가즈키 감독의 영화 《히포크라테스들》에서 오기노 아이사쿠 역할을 맡으면서 높은 평가를 받았으며 영화에 같이 출연한 동료 배우인 사이토 요스케, 나이토 타카시 등과 친구 관계를 형성하기도 했다. 또한 1980년에는 요코하마 영화제 남우주연상, 호치 영화상 남우주연상을 수상하는 영예를 안았다. 1982년에는 엘란도르상 시상식에서 신인상을 수상했고 같은 해에 영화 배우인 카누마 에리와 결혼했다.
1983년에 방영된 니혼 TV 드라마 《와카쿠사 학원 이야기》에서 다카시 교사 역할을 맡았으며 같은 해에 개봉된 다나카 노보루 감독의 영화 《오밤중의 마을》에서 이누마루 쓰기오 역할을 맡았다. 1990년에 개봉된 이즈쓰 가즈유키 감독의 영화 《우주의 법칙》에서 요시아키 역할을 맡았고 1990년에 열린 마이니치 영화 콩쿠르 시상식에서 남우주연상을 수상하는 영예를 안았다. 2003년 3월 25일에 도쿄도 분쿄구에 위치한 자택에서 목을 매고 자살했다.